# Parafia św. Mateusza Apostoła w Chłaniowie
Parafia św. Mateusza Apostoła w Chłaniowie – parafia rzymskokatolicka, znajdująca się w archidiecezji lubelskiej, w dekanacie Turobin. 
Według stanu na miesiąc luty 2017 liczba wiernych w parafii wynosiła 1615 osób.